# Dublin (comté de Bucks, Pennsylvanie)
Pour les articles homonymes, voir Dublin (homonymie).
Dublin est un borough situé dans le comté de Bucks, dans le Commonwealth de Pennsylvanie, aux États-Unis. Sa population, qui s’élevait à 2 158 habitants lors du recensement de 2010, est estimée à 2 275 habitants au 1er juillet 2020.

## Source
- (en) Cet article est partiellement ou en totalité issu de l’article de Wikipédia en anglais intitulé « Dublin, Pennsylvania » (voir la liste des auteurs).

1. ↑  (en) « Decennial Census » [« Données sur Dublin »], sur data.census.gov (consulté le 22 janvier 2021).
2. ↑  (en) « Dublin, Pennsylvania - Basic Facts » [« Estimations sur Dublin »], sur pennsylvania.hometownlocator.com (consulté le 22 janvier 2021).